# Hugo Imfeld

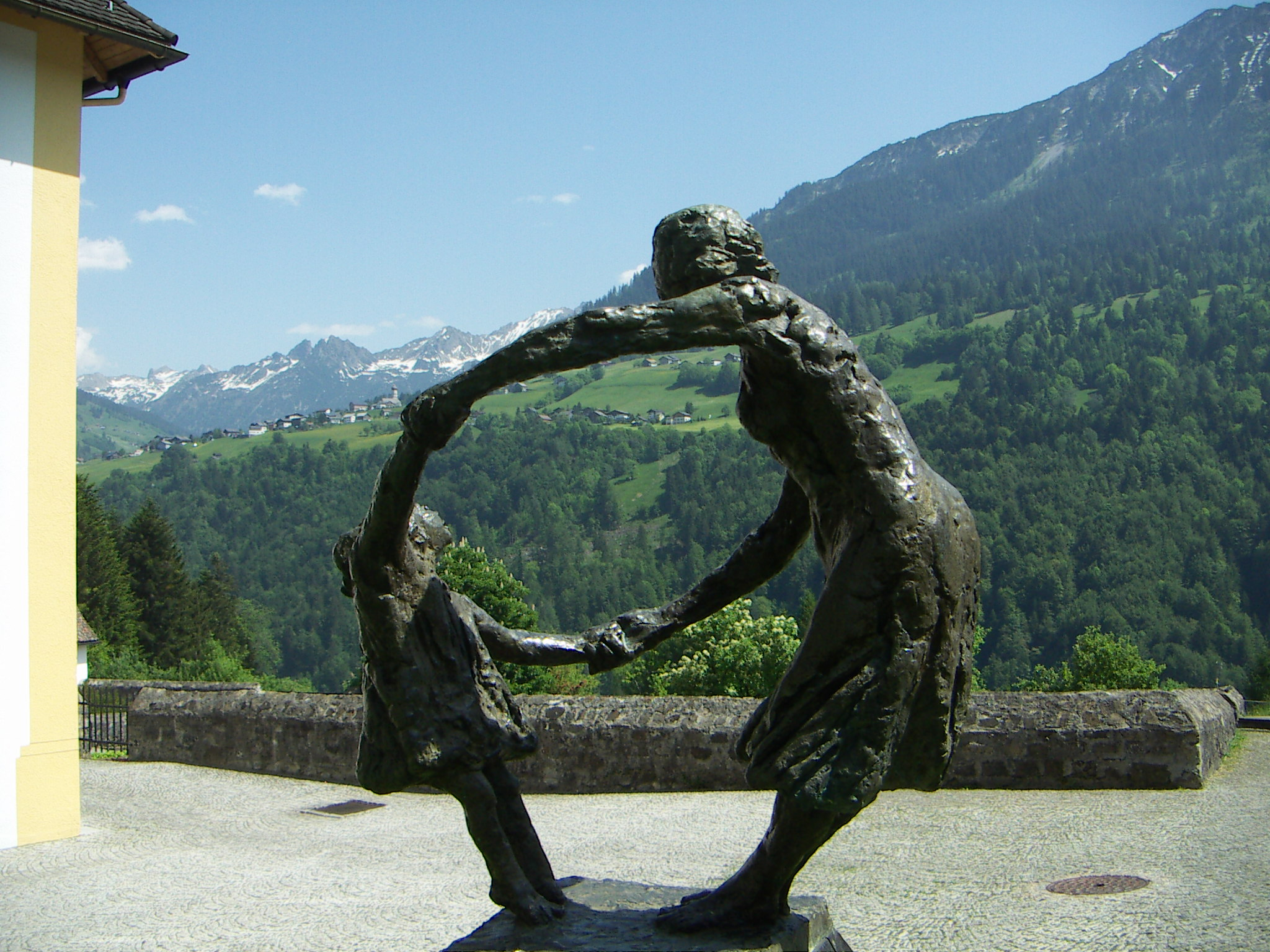
Hugo Imfeld: Bronzeplastik Der Reigen, 1983. Hof der Popstei St. Gerold

Hugo Imfeld (* 6. Mai 1916 in Sarnen; † 16. Juli 1993 in Zumikon) war ein Schweizer Bildhauer, Grafiker und Zeichner.

## Leben
Hugo Imfeld war von 1944 bis 1945 Schüler von Germaine Richier. Er schuf Plastiken, Skulpturen, Zeichnungen, Grafiken, Reliefs und Kohlezeichnungen. Er gestaltete das plastische Bildprogramm in der Propstei Sankt Gerold.

## Werke
- 1953, Skulptur Judith und Anna, Gottfried Keller Schulhaus, Zürich[2]

## Auszeichnungen
- 1946: Eidgenössisches Kunststipendium
- 1947: Eidgenössisches Kunststipendium